# فولویو نستی
فولویو نستی (به ایتالیایی: Fulvio Nesti) بازیکن فوتبال و اهل ایتالیا است که از سال ۱۹۵۳ میلادی عضو تیم ملی فوتبال ایتالیا بوده و در ۵ بازی ملی حضور داشته‌است. او در بازی‌های ملی‌اش ۱ گل به ثمر رساند.
فولویو نستی آخرین بازی ملی خود را در سال ۱۹۵۴ میلادی انجام داد.